# Таргитай
Таргитай (греч. Ταργιτάος) — в скифской мифологии прародитель скифов. Персонаж, аналогичный Таргитаю, у греков именуется Гераклом. Божество, под этим же греческим именем фигурирующее в описании скифского семибожного пантеона у Геродота. В изложении этого мифа у Диодора персонаж, аналогичный по месту в сюжете Таргитаю, именуется Скифом. Таргитай — отец Липоксая, Арпоксая и Колоксая, положивших начало разделению скифского общества на роды.
Таргитая чаще связывают с хеттским и лувийским Тархунтом и другими подобными богами, нередко связанными с «громом и молнией».
Б. А. Рыбаков предполагал славянскую принадлежность мифа о Таргитае, и что от него остались воспоминания в русских былинах — рассказы о богатыре Тархе Годиновиче (Тархе Тарховиче).
Как отметил М. Ф. Болтенко, личное имя Таргитай (в форме Таргитий, Таргутай) встречалось у аваров и еще позже в закаспийском тюрко-монгольском мире, в частности, Таргитий — имя аварского посла, посланного императору Византии

По данным Дмитрия Сергеевича Раевского:
Скифский Таргитай, Траетаона-Феридун—отец трех сыновей, младший из которых, доказав свое превосходство над братьями, становится верховным владыкой Ирана. Близость этих мифологем проявляется не только на чисто сюжетном уровне, но и в функциональной характеристике персонажей, М. Моле, проанализировав различные версии легенды о сыновьях Феридуна, выявил в их образах черты представителей трех социальных функций (по терминологии Ж. Дюмезиля), то есть в конечном счете родоначальников трех сословно-кастовых групп. Он же отметил близость этого мотива к скифской легенде, трактуемой в социально-символическом плане, Учитывая упомянутое выше характерное для индоиранских представлений единство социального членения и символизма трех зон мироздания, сыновей Феридуна как основоположников трехчленной сословно-кастовой структуры следует связывать с тем же космическим символизмом, который выше был проанализирован применительно к скифской легенде. Это заставляет рассматривать Траетаону-Феридуна как персонаж, выступающий, подобно скифскому Таргитаю, в роли отца трех сыновей, персонифицирующих различные зоны мироздания. Сюжетное и функциональное совпадение скифского и общеиранского мифа проявляется в этом достаточно ясно. Можно было бы объяснить это сходство широким распространением сюжета о трех соперничающих братьях и воздержаться от каких-либо предположений о тождестве рассматриваемых персонажей. Однако близость между ними не ограничивается названным мотивом, а проявляется во многих связанных с Таргитаем и Траетаоной представлениях и сюжетах.